# Eupithecia himalayata
Eupithecia himalayata es una especie de polilla de la familia Geometridae. La especie fue descrita por primera vez por Mironov y Galsworthy habiendo sido descrita en 2010, con distribución en Nepal. Es una polilla pequeña con una envergadura de unos 17,5 a 20 milímetros (0,7 a 0,8 plg). Los palpos labiales de color marrón, mientras que la cabeza se ve cubierta de escamas de color marrón oxidado pálido, con dos pequeños mechones de costras de color marrón negruzco cerca de la base de las antenas. Igual color en sus alas, con líneas transversales que van a negruzco.